# Shadows of the Past (film 1911)
Shadows of the Past è un cortometraggio muto del 1911. Il nome del regista non viene riportato nei credit del film, prodotto dalla Selig Polyscope Company.

## Produzione
Il film fu prodotto dalla Selig Polyscope Company.

## Distribuzione
Distribuito dalla General Film Company, il film - un cortometraggio in una bobina - uscì nelle sale cinematografiche statunitensi il 9 gennaio 1911.